# جورج دبلیو موری
جورج دبلیو موری (۹ ژانویه ۱۸۸۸، مینیاپولیس، مینسوتا - ۳ اکتبر ۱۹۶۵، بتسدا، مریلند) ژئوشیمیست آمریکایی، شیمی‌فیزیکدان، کانی‌شناس و پترولوژیست آمریکایی بود که برای «بمب موری» شناخته بود که در تحقیقات هیدروترمال مورد استفاده قرار گرفت.

## زندگی‌نامه
موری در سال ۱۹۰۹ در دانشگاه مینسوتا تحصیل کرد و عضو آزمایشگاه ژئوفیزیکی مؤسسه کارنگی در واشینگتن دی سی از سال ۱۹۱۲ تا زمان بازنشستگی در سال ۱۹۵۳ بود. او از سال ۱۹۵۲ تا ۱۹۵۳ قبل از جایگزینی فیلیپ آبلسون، ریاست آزمایشگاه بود.
وی بر تحقیقات تجربی تعادل فاز و ترمودینامیک ذوب سیلیکات با اجزای فرار مانند آب و دی‌اکسید کربن متمرکز بود. در هر دو WW I و WW II، موری به عنوان یک متخصص شیشه، در پروژه‌های شیشه نوری آزمایشگاه برای تجهیزات نظامی، از جمله وسایل ردیابی و تفنگ، شرکت داشت.